# میکی، دونالد، گوفی: سه تفنگدار
میکی، دونالد، گوفی: سه تفنگدار (انگلیسی: Mickey, Donald, Goofy: The Three Musketeers) فیلمی در ژانر موزیکال به کارگردانی داناوان کوک است که در سال ۲۰۰۴ منتشر شد.